# Tetramicra malpighiarum
Tetramicra malpighiarum là một loài thực vật có hoa trong họ Lan. Loài này được J.A.Hern. & M.A.Díaz mô tả khoa học đầu tiên năm 2000.